# Capitello (Ispani)
Capitello is een plaats (frazione) in de Italiaanse gemeente Ispani.